# Antheopsis malayensis
Antheopsis malayensis är en havsanemonart som beskrevs av J.L. England 1987. Antheopsis malayensis ingår i släktet Antheopsis och familjen Actiniidae. Inga underarter finns listade i Catalogue of Life.